# Ruta Nacional 51 (Argentina)

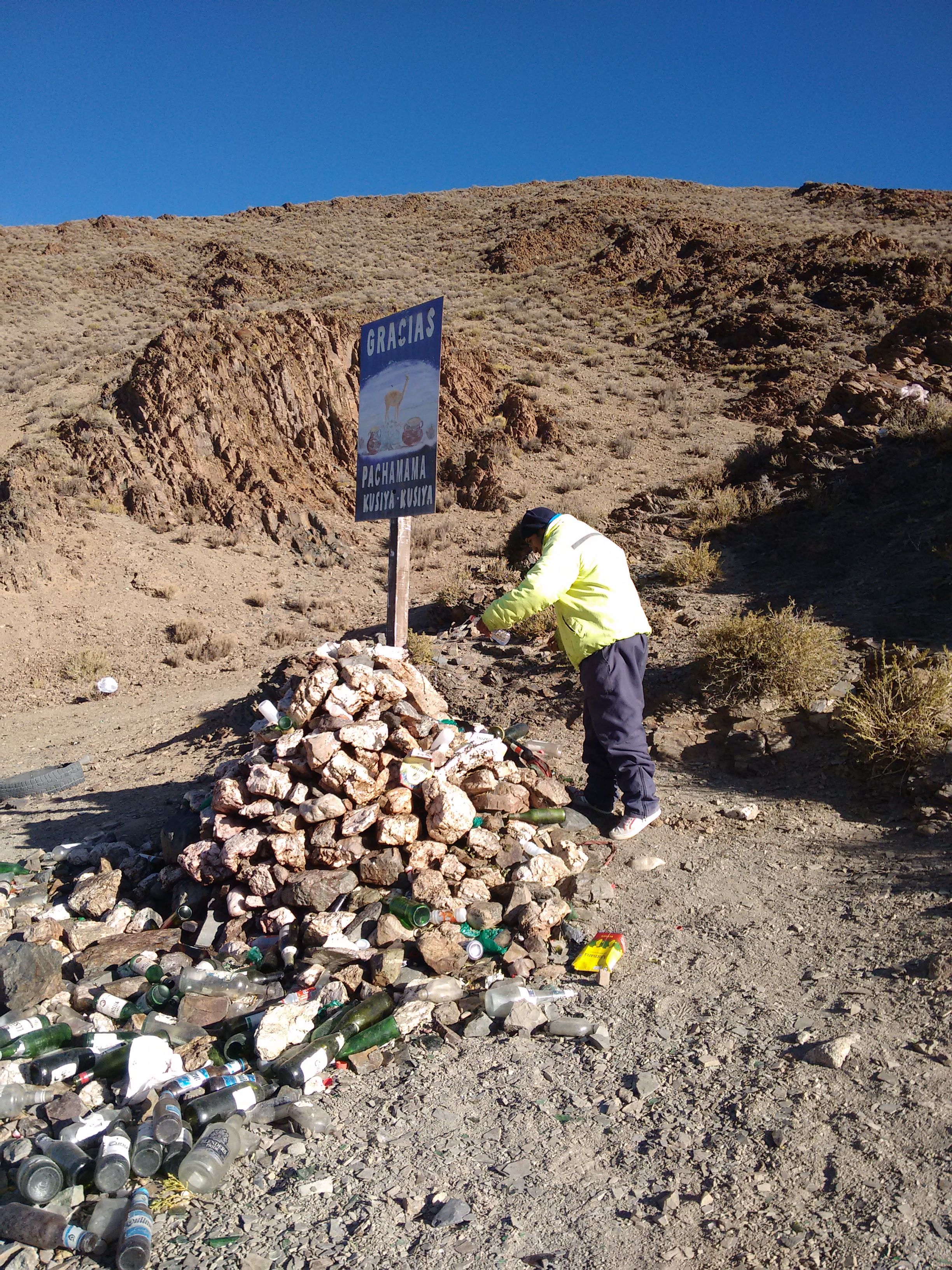
Apacheta en Abra Blanca (4080) RN 51. Camino a San Antonio de los Cobres. Salta

La Ruta Nacional 51 es una carretera argentina pavimentada, que se encuentra en el oeste de la Provincia de Salta y el sudoeste de la Provincia de Jujuy. Su recorrido es de 283 km. Une la rotonda del Aeropuerto (límite oeste del ejido municipal de Salta capital) (Ciudad de Salta) con el Paso Sico, a 4092 m s. n. m., en el límite con Chile. Este camino continúa en la vecina república como ruta 23-CH. Atraviesa las localidades de San Luis,La Silleta, Campo Quijano y San Antonio de los Cobres, región de gran potencial comercial e industrial por la minería.
Esta ruta corre paralela, en tramos, al Tren a las Nubes. Para acceder al Viaducto La Polvorilla hay que tomar una ruta de tierra que sale en el km 171. Además pasa por la Reserva Provincial Los Andes en el oeste de la provincia de Salta.

## Historia
La Ley Nacional 25.196 publicada en el Boletín Oficial el 21 de diciembre de 1999 designa a esta ruta con el nombre de Ingeniero Mario Banchik. En 1993  se habilitaron los tramos de La Encrucijada, Abra Blanca y Muñano. El corredor vial que conecta a Salta con Antofagasta por el Paso de Sico.

En la actualidad se encuentra siendo pavimentada en los tramos restantes para lograr que esté asfaltada en la totalidad del recorrido.

## Localidades
Las ciudades y pueblos por los que pasa esta ruta de sudeste a noroeste son las siguientes (los pueblos con menos de 5000 hab. figuran en itálica).

### Provincia de Salta

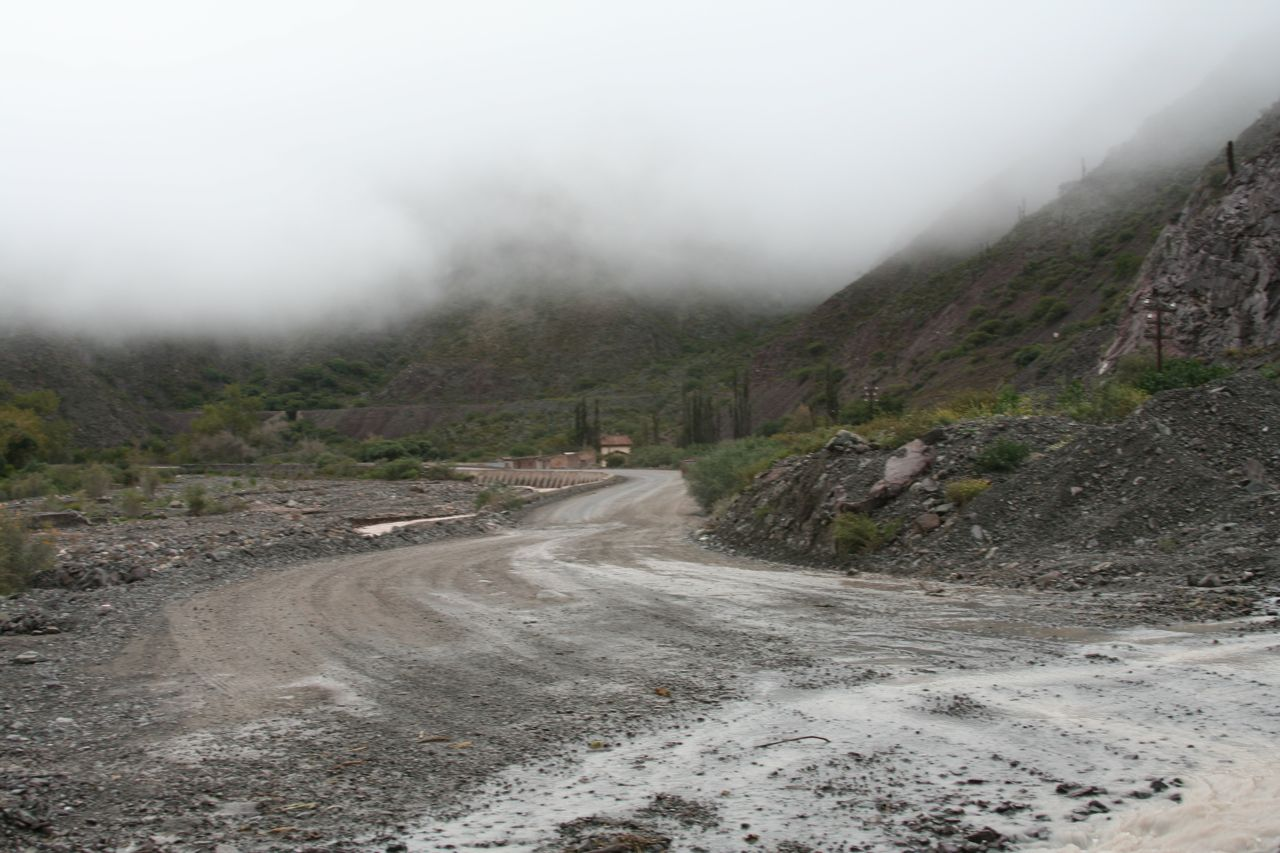
Ruta Nacional 51 junto a las vías del Tren de las Nubes cerca de Chorrillos.

Recorrido: 182 km (kilómetro 0 a 182).
- Departamento Capital: Barrio El Aybal (kilómetro 0) y San Luis (km 9).
- Departamento Rosario de Lerma: Campo Quijano (km 24-25) y Santa Rosa de Tastil (km 107).
- Departamento La Poma: no hay poblaciones.
- Departamento Los Andes: San Antonio de los Cobres (km 156).

### Provincia de Jujuy
Recorrido: 35 km (km 182 a 217).
- Departamento Susques: Cauchari

### Provincia de Salta
Recorrido: 76 km (km 217 a 293).
- Departamento Los Andes: no hay poblaciones.

## Traza antigua
Antes de 1980 esta ruta se extendía más hacia el este, pasando por la ciudad de Salta y el pueblo de Cobos hasta el enlace con la Ruta Nacional 34, mientras que en el extremo oeste de la ruta la traza se encontraba unos kilómetros más al norte ya que la misma terminaba en el Paso Internacional de Huaytiquina. En el área inmediata a este paso, actualmente no utilizado, se encuentra una zona minada, señalizada y con acceso prohibido.
Estos tramos dejaron de pertenecer a la Ruta Nacional 51 mediante el Decreto Nacional 1595 del año 1979.  El primer camino descripto fue transferido a la Ruta Nacional 9 (actuales km 1555-1597) como carretera pavimentada y actualmente es una autovía, mientras que el segundo fue transferido a la provincia de Salta, siendo su actual denominación Ruta Provincial 37, con muy poco tránsito ya que el acceso a Chile se realiza por el Paso de Sico.
Originalmente el acceso a San Antonio de los Cobres por la precordillera se realizaba a través del Abra Muñano, a 4180 m s. n. m. Con motivo de la pavimentación del tramo, se construyó un camino más al sur (más lejos de las vías del Tren de las Nubes) con menos curvas y que pasa por Abra Blanca, a 4080 m s. n. m. El camino anterior es intransitable por falta de mantenimiento.